# Daniel Hailes
Daniel Hailes (c. 1751 – 1835) var en britisk diplomat.
Han var sekretær på den britisk ambassade i Frankrig i 1784-1787, gesandt i Polen 1788-1791, ekstraordinær gesandt i Danmark fra 1791 og ekstraordinær gesandt i Sverige fra 1795. Han trak sig tilbage fra offentlig tjeneste i 1801.
Hailes var en udpræget modstander af den Franske Revolution, og under sit ambassadør ophold i Danmark var han nidkær i forsøget på at stække revolutionære stemninger i landet. 
Efter Christiansborgs brand 1794 skrev digteren Peter Andreas Heiberg en artikel som han indrykkede i vennen Knud Lyne Rahbeks tidsskrift Den Danske Tilskuer under pseudonymet Simon Sanddrue 17. marts 1794. Han fortæller at han var øjenvidne til branden, og de fleste omkringstående gjorde sit bedste for at redde slottets indbo, men to personer, som på afstand betragtede begivenheden, skilte sig ud. Det var "to fremmede", og den ene, en høj herre med kappe og monokel, havde med djævelsk triumf i stemmen udbrudt: "Havde den tåbelige danske regering anvendt bare halvdelen af den sum, der her går tabt i nat, til at sende en flåde mod franskmændene, kunne denne have ført krigen i tre år, gavnet sin egen og Europas sag og alligevel set sine tab dækket." Heiberg skrev videre at for denne frækhed havde han i sinde at indlemme denne herre i sit annoncerede Billedgalleri over adelige og uadelige Skurke og Skurkinder.
I artiklen blev ingen navne nævnt, men ingen var i tvivl om at herren med monoklen var den engelske gesandt Hailes. Hailes bliver rasende og sagsøger Rahbek som udgiveren af bladet for Hof- og Stadsretten. Rahbek erklærede for retten at han ikke anede hvem der havde skrevet det anonyme indlæg, og at han ikke selv havde del deri, og sagen blev en frifindelse.
Hailes blev af denne grund vred på den danske regering for ikke at kunne holde styr på sin presse, og han afholdt sig fra møder med den danske udenrigsminister A.P. Bernstorff de efterfølgende syv uger. Dette var alvorligt i det at den diplomatiske situation mellem Danmark og England var spændt til bristepunktet på dette tidspunkt. Danmark var neutral i revolutionskrigene og handlede således både med Frankrig og England, men England, havde opbragt flere danske skibe og anklaget dem for at medbringe kontrabande. Bernstorff var således i gang med forhandlinger med den engelske regering om løskøbelse af disse skibe, men Hailes udbrød efter sagen at "sålænge man i København insulterede den engelske statsafsending, kunne man i London ikke tænke på at løsgive de danske skibe". Denne stemning har således sandsynligvis været medvirkende til at Heiberg senere på året blev idømt en bøde på 300 rigsdaler, for at have fornærmet den engelske konge George 3. af Storbritannien i sin vise Vor klub er dog en herlig sag.